# Discesa di Ištar negli Inferi
La Discesa di Ištar negli Inferi è un racconto della mitologia mesopotamica che narra la discesa della dea Ištar nell'oltretomba. Ci è pervenuto in diverse redazioni in lingua accadica, principalmente da siti archeologici assiri di Assur e Ninive, in molti casi frammentarie e datate a partire dalla fine del II millennio a.C.
Il testo deriva sicuramente da Discesa di Inanna negli Inferi, un poema più lungo e più antico in lingua sumerica (probabilmente risalente al III millennio o all'inizio del II) che ha come protagonista la dea Inanna, omologa di Ištar nel pantheon sumerico. Rispetto alla versione sumera vi sono però importanti variazioni nello stile della narrazione e nella caratterizzazione dei personaggi, a cominciare dalla protagonista.
Ishtar arriva alle porte dell'oltretomba e chiama i guardiani a gran voce, minacciando, se non gli fosse aperto, di distruggere la porta e di far uscire dal Kurnugi i morti, che avrebbero divorato i vivi, così da sovvertire l'ordine del mondo. I guardiani avvertono la signora dell'oltretomba, Ereshkigal, sorella di Ištar, che coglie l'occasione per attirarla in una trappola. La dea viene fatta entrare per le sette porte degli Inferi, e per ciascuna porta viene spogliata gradualmente delle sue vesti e dei suoi gioielli, simboli del suo potere. Alla fine, nuda, viene fatta entrare nella sala del trono di Ereshkigal. Quest'ultima ordina al suo ministro Namtar, dio del destino, di scagliare contro Ištar sessanta malattie, e colpire ogni parte del suo corpo.
La prigionia della dea ha l'effetto di interrompere ogni attività di generazione nel mondo dei viventi. Questo stato di cose preoccupa gli dèi, e il dio Enki/Ea trova una soluzione, creando un giovane di grande bellezza, Tammuz, da inviare alla dea malvagia per affascinarla e indurla al perdono nei confronti della sorella. Il piano sembra fallire (il testo è mutilo), perché Ereshkigal, pur dapprima affascinata, inizia a maledire la creatura maschile. Alla fine però concede la grazia a Ištar e ordina a Namtar di innaffiarla con l'acqua della vita; la dea dunque risale al mondo dei viventi in un brano simmetrico nel quale viene rivestita delle sue vesti e dei suoi ornamenti. Tuttavia, in cambio della propria salvezza, deve lasciare nell'oltretomba il suo amante Tammuz. Questi ritornerà sulla terra ogni anno per un solo giorno per i rituali a lui consacrati.